# Bromoacetato de etila
Bromoacetato de etila é o éster etílico do ácido bromoacético.
Este produto foi usado como odorizador no inseticida Zyklon B, para segurança dos seus consumidores. Os nazistas ordenaram a sua remoção, para que o inodoro Zyklon B fosse usado nas câmaras de gás.